# Армянское княжество Тарона
Армянское княжество Тарона - было основано в 830 году, основатель: Баграт Багратуни, князь армянских князей (араб. بطريق البطاريق: батрик аль-батарика), сын Ашота Мсакера. Первоначально Тарон был владением княжеского рода Мамиконянов, который в VIII веке постепенно перешел в руки Багратидов. После того, как Баграт был пленен арабами и умер в Самарре, где вместе с ним находились его сыновья Ашот и Давит. Сыновья оказались на свободе в 858 году. Власть унаследовал Ашот, в 878 г. сосланный Арцрунидом Григором-Дереником на остров Севан, затем Давит-Аркайик (878 – 895), а затем сын Ашота Гургэн.

## Географическое положение
Княжество Тарона охватывало огромную территорию. На востоке его границы доходили до берегов озера Ван, а на западе — до Византийской империи. На западе владения Тарона включали Хаштианк, простирающийся на запад, пограничным регионом которого был Ашмушат. К северу от Ашмушата в состав Таронского княжества входили Хордян и Мананах, граничащие с провинцией Карин. Этот регион имел особое стратегическое значение во время многовековых арабо-византийских конфликтов. 

## История
Багратидское княжество Тарон, расположенное на юго-западе Армянского царства, рано обрело независимость. Древняя Таронская провинция Мамиконянов стала владением Дома Багратидидов во время правления Ашота Мсакера.
С образованием Армянского царства Тарон остался одним из подчиненных ему княжеств и неотъемлемой его частью, поскольку правящие князья были выходцами из царского дома. В 895 году князем стал Гурген, сын Ашота, брата Давида Багратуни. Однако в том же году он был убит Ахмадом Шайбани, правителем Ахдзника, завоевавшим весь Тарон. В 898 году царь Армении Смбат повел войну против Ахмада, защищая права законного наследника Таронского княжество Ашота. В том же году Ахмад умер, и в Тароне снова правили старые правители. В этот период между князьями Тарона возникли конфликты. Григорик, двоюродный брат сына Давида Ашота, взял Давида и его брата в плен и провозгласил себя князем Тарона. Григорик создал себе независимое положение, бросив вызов армянскому царю Смбату, а также установил дружеские отношения с византийским императором и халифом Багдада. Обеспокоенный судьбой Ашота Багратуни и его брата, захваченных в плен Гигориком, царь Смбат обратился к императору Левону с просьбой вмешаться и освободить двух братьев. Император Левон в Тарон послал Киостандина с большими дарами. Котандин взял с собой также владыку Тарона Григорика. Он даровал ему высокие титулы, дал Григорику особняк в Константинополе, а также ежегодное содержание. Между домами Григорика и его брата Апулханема произошел раскол, особенно между сыном Апулханема Торником, который жаловался императору на его несправедливые решения.
После смерти Григорика Торник получил от императора ежегодное содержание и титул патрика, пожалованный Григорику. Власть Тарона уже была разделена на две части: между сыном Григорика Ашотом и сыном Апулханема Торником. В 940 году Саяф-уд-Даула из Хамдана вторгся в Армению, прошел через области Хлата, затем вошел в Тарон, вторгся в страну Баграта, сына Григория, и разрушил армянскую церковь в городе Муш. Саяф-уд-Даула вошел в землю Сасун, которую он отвоевал у Ашота, и завладел крепостями Хуп и Сулейман вместе с их окрестностями. Ашот правил до 966/67 года; после его смерти византийская империя осуществила свой давний план: захватила Тарон. По словам византийского историка Кедрена, сыновья покойного Ашота, Григор и Баграт, «уступили» Тарон империи, получив взамен звание патрика и поместья. Однако Византии не удалось полностью завоевать Тарон. Была захвачена полевая часть, где наместником был назначен Левон, а Горный Сасун навсегда остался независимым княжеством, тесно связанным с Армянским царством.

## После падения княжества Тарона
Во время правления византийского императора Василия II часть Таронского княжества (земли к востоку от крепости Арциац) вместе с Сасуном оставалась как собственность княжеского дома Тарона, где правил Мушег, затем его сын Торник, в честь которого эта часть княжеского дома Тарона в последующие века вошла в историю как Торникяны (последнему было адресовано несколько писем Григора Магистроса). В годы правления Торника Тарон-Сасунское княжество усилилось, его границы расширились, включив в себя значительную часть Тарона, некоторые районы провинции Андзит и Ашумшат. В арабских источниках этот могущественный правитель упоминается как царь (Малик ал-Санасина). В 1059 году он разгромил турок-сельджуков, вторгшихся в Тарон. Торник вскоре пал жертвой заговора эмира Андзита.
Последний правитель Тарона-Сасуна Шахиншах (1125-88) вместе со своими сыновьями, братьями Василом и Торником, под давлением хлатского эмира Бек-Тамура были вынуждены эмигрировать в Киликийское армянское царство, где он получил от Левона II крепость Селевкию.